# Asymptotische Freiheit

Energieabhängigkeit der starken Kopplungskonstante

Die asymptotische Freiheit beschreibt in der Physik einen Effekt der Quantenchromodynamik: Mit steigenden Energien nimmt die  Stärke der starken Wechselwirkung bzw. die Kopplungsstärke zwischen den Quarks ab, d. h. mit steigenden Energien verhalten sie sich asymptotisch wie freie Teilchen. Dieser Effekt lässt sich auch für kleine Abstände beobachten.
Das Gegenteil der asymptotischen Freiheit, d. h. die Zunahme der Kopplungsstärke, tritt bei niedrigen Energien bzw. großen Abständen auf und führt zum Confinement der Quarks in Mesonen und Nukleonen. Anschaulich entspricht dies der Wirkung eines Gummibandes bzw. einer Zugfeder.
Die asymptotische Freiheit beruht auf der der Quantenchromodynamik zugrunde liegenden nicht-abelschen SU(3)-Eichsymmetrie.
Für die Entdeckung der asymptotischen Freiheit im Jahre 1973 erhielten David Gross, Frank Wilczek und David Politzer den Nobelpreis für Physik des Jahres 2004.
Da die Störungstheorie, der übliche rechnerische Zugang zu Quantenfeldtheorien, nur bei kleinen Kopplungsstärken gültig ist, sind die Ergebnisse solcher Rechnungen für die Quantenchromodynamik nur bei hohen Energien, d. h. für asymptotisch freie Quarks, gültig.
Der Effekt tritt auch bei anderen Yang-Mills-Theorien auf, was aber auch von der Anzahl der Flavour-Freiheitsgrade abhängt. Im Fall der SU(2)-Eichtheorie wurde der Effekt schon 1969 von Iossif Chriplowitsch (Khriplovich) in der Sowjetunion gezeigt.